# Pretband

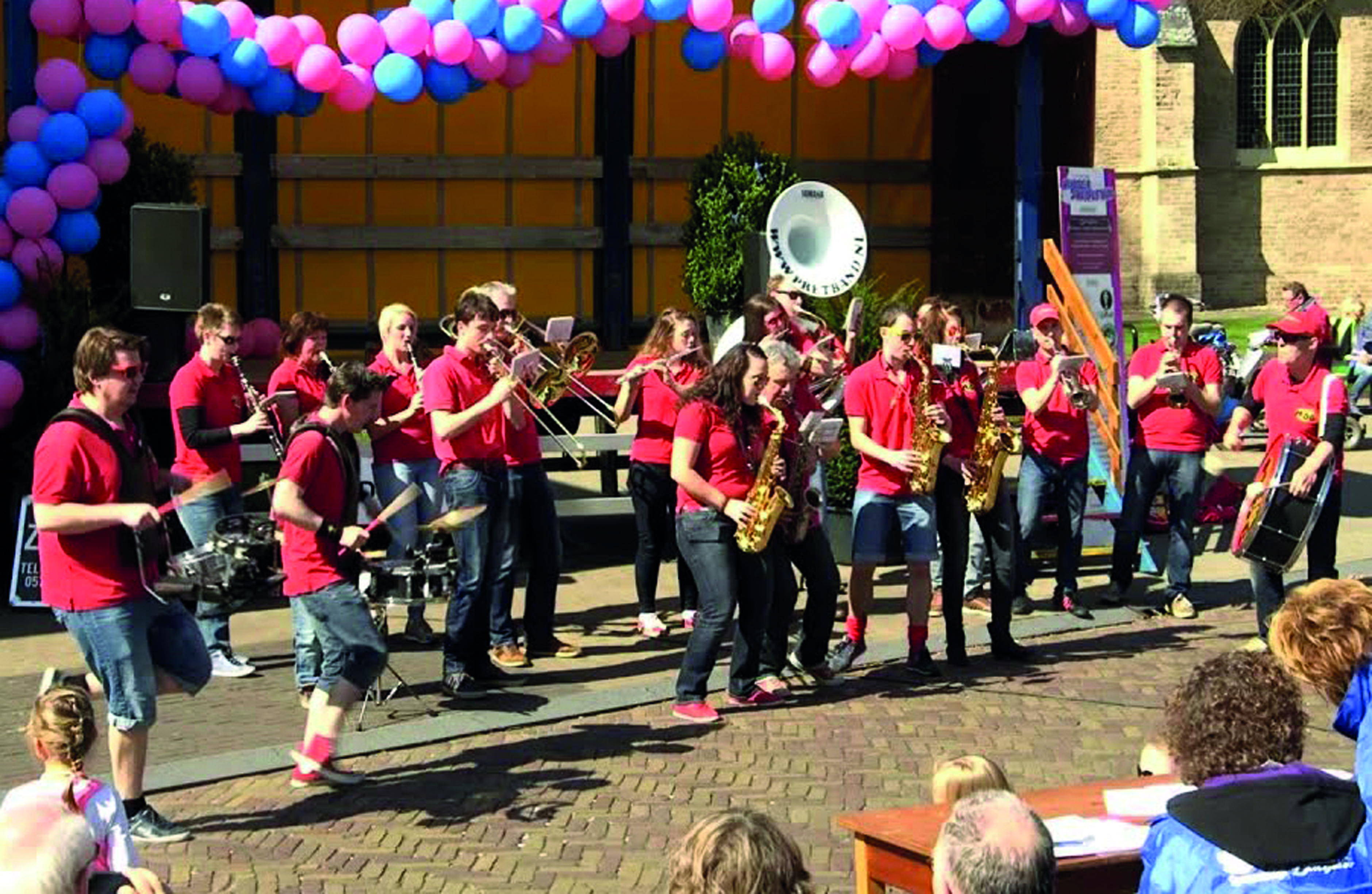
Pretband Help Ons Bloaz'n uit Brummen in actie

Een pretband is een benaming voor een dweilorkest waarvan de bezetting meestal bestaat uit instrumenten die niet standaard voorkomen in een dweilband of dweilorkest.
De muziek die een pretband maakt is in veel gevallen te vergelijken met die van een dweilband of dweilorkest maar klinkt anders door de bezetting.
Behalve de gebruikelijke instrumenten zoals trompetten, trombone's baritons, bassen en slagwerk heeft dit orkest dus ook dwarsfluiten, saxen en een piccolo. De muziek die deze pretband maakt is vaak zelf gearrangeerd omdat de standaard bezetting van een arrangement niet volstaat met de bezetting van dit orkest.
Door de vele verschillende instrumenten die een pretband heeft, is het mogelijk om een arrangement te voorzien van veel versiering om een nummer helemaal "af" te maken. Ook bestaat er dan de mogelijkheid om muzikale grappen uit te halen door bijvoorbeeld een combi te kiezen van enkel een sousafoon met piccolo. Dit is zowel voor het gehoor leuk als voor het "show-element".